# Улица Кеппа
Улица Кеппа — короткая, около 300 метров, улица в исторической части Выборга (Центральный микрорайон). Проходит от Проспекта Суворова до Бульвара Кутузова.

## История

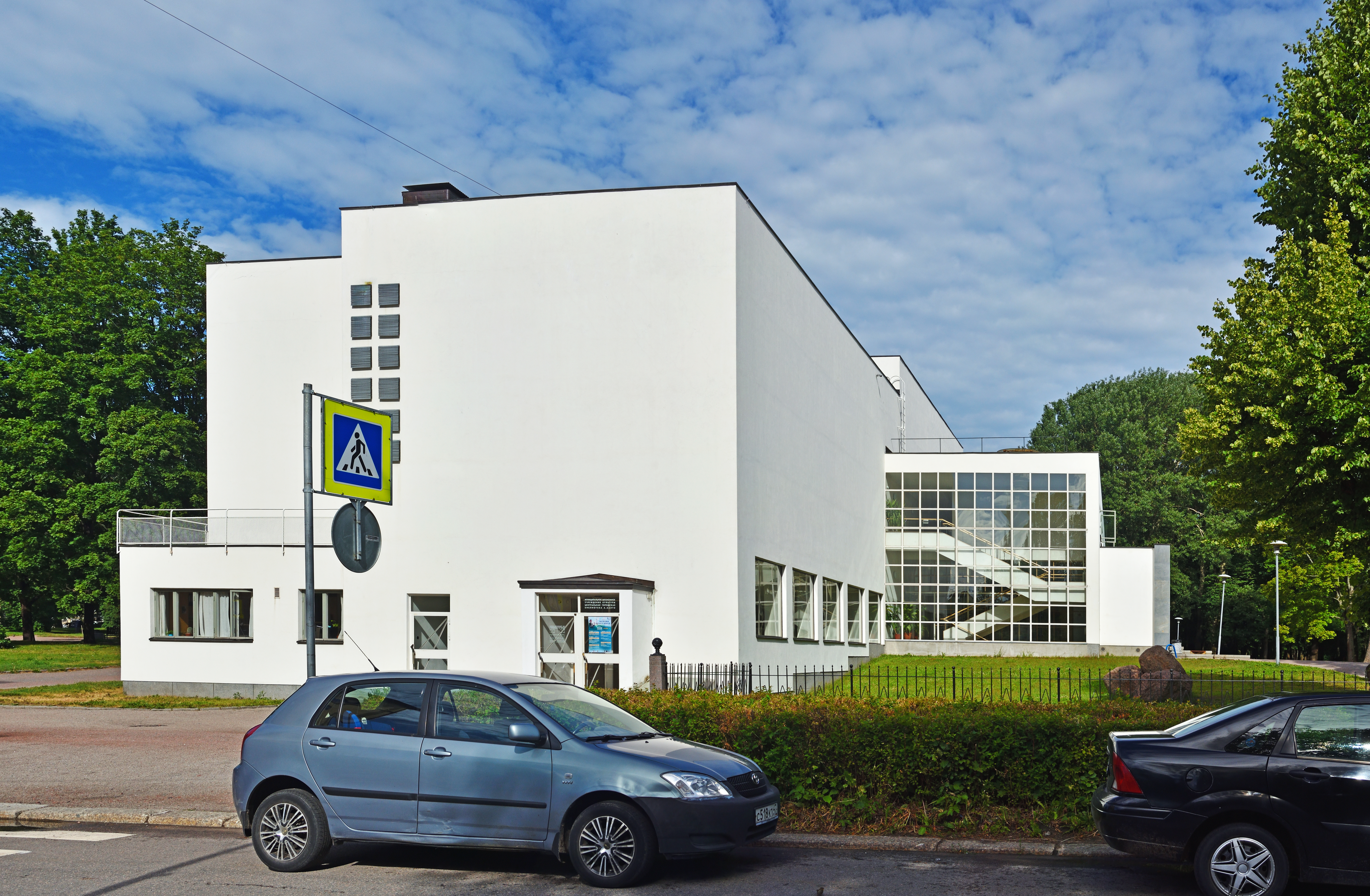
Библиотека Аалто. Вид с улицы Кеппа

Проложена по территории, прежде прилегающей к Рогатой крепости (в 1860-е годы её укрепления по большей части были снесены как утратившие своё значение). Историческое название — Болотная (швед. Kärr, фин. Suokatu), по-видимому данному по характеру местности.
В советское время носила название Библиотечная по близ расположенной городской достопримечательности — Библиотеке Аалто, построенной в 1933—1935 годах (в советское время носила имя Н. К. Крупской). Библиотека находится в перспективе улицы.
Современное название, с 2001 года, в память Е. Е. Кеппа (1925―1997), советского и российского историка, краеведа, участника Великой Отечественной войны, почётного гражданина Выборга.
Застройка улицы получила серьёзные разрушения в годы советско-финских войн. В 1944 году через район улицы советские войска входили в город
На улице располагаются корпуса швейной фабрики «Сайма».
Памятников архитектуры собственно на улице нет. На улице планировалось возвести музыкальную школу, проект не был осуществлён из-за недостатка территории
Устраиваются экскурсии с рассказом об улице